# Yazyurdu, Talas
Yazyurdu là một xã thuộc quận Talas, tỉnh Kayseri, Thổ Nhĩ Kỳ. Dân số thời điểm năm 2008 là 692 người.